# Westermarkt
Westermarkt (« Marché de l'Ouest » en néerlandais) est une place située dans le centre d'Amsterdam entre le Keizersgracht et le Prinsengracht.
Westermarkt fut créée en 1616 et s'appelait à l'origine Keizersmarkt (Marché des empereurs). Après l’achèvement de l'église Westerkerk en 1631, la place fut rebaptisée en référence à l'église qui se situe sur la place.
Sur la place, à côté de la Westerkerk, non loin de la Maison Anne Frank, se trouve une statue en bronze d'Anne Frank, créée par Mari Andriessen.